# Bloemfontein
Bloemfontein ou, em português, Blumefontaina ("fonte da flor" em africâner e neerlandês), atualmente também conhecida como Mangaung ("o local onde a chita (ou guepardo) habita" em sesotho), é a sexta maior cidade da África do Sul e uma das três capitais do país, juntamente com Pretória e a Cidade do Cabo.
É a capital judicial do país, bem como a capital da província do Estado Livre (em Inglês: Free State; em africâner: Vrystaat). É a sede e maior cidade da município local de Mangaung, com 256 mil habitantes (estimativa 2011).

## História
Embora historicamente fosse um povoado predominantemente africâner, Bloemfontein foi oficialmente fundada em 1846 pelo major do exército britânico Henry Douglas Warden como posto avançado britânico na região de Transoranje, naquela época ocupada por vários grupos de povos incluindo trekkers (imigrantes) bôeres da Colónia do Cabo, Griqua e Basutos. Com as mudanças na política colonial, a região se transformou na Soberania do Rio Orange (1848-1854) e por fim na República do Estado Livre de Orange (1854-1902). Entre 1902 e 1910, foi a capital da Colónia do Rio Orange e desde então foi capital provincial do Estado Livre de Orange (mais tarde Estado Livre). Em 1910, tornou-se a capital judicial do país.

### Fundação e primeiros dias
A cidade foi fundada em 1846 ao redor de uma fortificação. Warden, a princípio, escolheu o local em grande parte devido à sua proximidade com a principal rota para Winburg, pelo espaçoso campo aberto e pela ausência de peste equina.

### 1854-1898
Como capital da República do Estado Livre de Orange, o crescimento e maturação da República fomentaram o crescimento da cidade. Foram construídos numerosos edifícios públicos que permanecem em uso até hoje, e isto foi grandemente facilitado pela excelente forma de governo da República (que adquiriu o modelo de periodicidade republicana) e pela indenização por parte britânicos para a perda da área de Griqualândia, rica em diamantes.
Entre os seus edifícios históricos mais importantes encontra-se o antigo "Raadsaal", onde se reunia o Conselho do Estado Livre de Orange. Um caminho-de-ferro foi construído em 1890 unindo a Cidade do Cabo e Bloemfontein.
O famoso escritor J. R. R. Tolkien nasceu nesta cidade em 3 de janeiro de 1892.

### A Segunda Guerra Anglo-Bôer

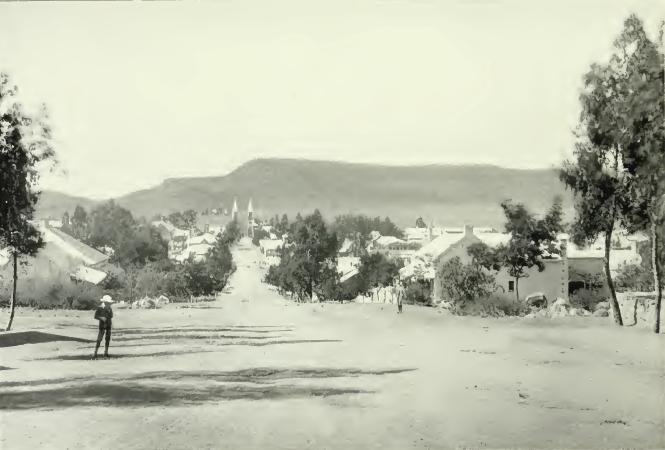
Bloemfontein em 1900.

Em 1899, a cidade foi palco da Conferência de Bloemfontein, que não conseguiu evitar a eclosão da Segunda Guerra Anglo-Bôer. A conferência foi uma última tentativa de evitar uma guerra entre a Inglaterra e a República de Transvaal; Com o seu fracasso o palco estava armado para a guerra, que eclodiu em 11 de outubro de 1899.
A linha ferroviária da Cidade do Cabo, proporcionou uma estação ferroviária central, e mostrou-se fundamental para os britânicos na ocupação da cidade mais tarde.
Em 13 de março de 1900, após a Batalha de Paardeberg, forças britânicas capturaram a cidade e construiram um campo de concentração nas imediações para abrigar mulheres e crianças bôeres. O Memorial Nacional das Mulheres (National Women's Memorial), nos arredores da cidade, homenageia as 26 370 mulheres e crianças, bem como 1 421 homens idosos e ainda 14 154 negros (embora algumas fontes consideram que os registros são insatisfatórios, e que este número poderia chegar a 20 000 durante a Segunda Guerra dos Bôeres.[carece de fontes?]

### Século XX
O Congresso Nacional Africano (ANC) - hoje o partido dirigente - foi fundado em Bloemfontein para defender os direitos da maioria negra em 8 de janeiro de 1912, e contou com John Dube (primeiro presidente) e o poeta e escritor Sol Plaatje entre os seus membros fundadores.
Até 1994, a cidade foi a única capital judicial da África do Sul. Ela continua a ser a sede do Supremo Tribunal de Apelação (Supreme Court Of Appeal; anteriormente Divisão de Apelação do Supremo Tribunal) e por isso é geralmente considerada capital judicial. É também um centro administrativo com muitos hospitais particulares e instituições de ensino.

### Resumo cronológico
- 1846: fundação oficial do povoado africâner de Bloemfontein;
- 1854-1902: capital do Estado Livre de Orange (em inglês:  Orange Free State; em africâner: Oranje Vrystaat);
- 1890: construção da linha de caminho-de-ferro ligando Bloemfontein à Cidade do Cabo;
- 1899: Conferência de Bloemfontein entre ingleses e africânderes, que não conseguiu evitar a deflagração da Segunda Guerra dos Bôeres (ou Guerra Anglo-Bôer);
- 1900: a 13 de Março, durante a Guerra dos Bôeres, forças britânicas capturaram a cidade e construíram um campo de concentração para reunir mulheres e crianças africâneres. As 28 mil mulheres e crianças que morreram neste campo são homenageadas pelo Memorial Nacional das Mulheres (em Inglês: National Women's Memorial), nos arredores de Bloemfontein.

## Geografia
Bloemfontein está localizada na região central de África do Sul em uma área de pastagem seca, na parte sul do planalto de Highveld (ou "Campos Altos"), a uma altitude de 1 395 metros, na fronteira com a região semi-árida de Carru. A área é geralmente plana, com colinas ocasionais (koppies em africâner), a vegetação em geral é de gramíneas do Alto Veld.
Bloemfontein está localizada a 50 km de Botshabelo e 64 km de Thaba Nchu, as outras duas cidades do município local de Mangaung.

### Clima
Bloemfontein tem um clima continental, com dias quentes de verão (janeiro: média máxima 30 °C; média mínima 19 °C; trovoadas frequentes à tarde) e inverno frio e seco, geralmente com geadas (julho: média máxima: 16 °C; média mínima: 0 °C). A neve não é comum, mas recentemente, em agosto 2006, nevou na cidade, nevadas novamente ocorreram no aeroporto em 26 de julho de 2007.
| Dados climatológicos para Bloemfontein          | Dados climatológicos para Bloemfontein | Dados climatológicos para Bloemfontein | Dados climatológicos para Bloemfontein | Dados climatológicos para Bloemfontein | Dados climatológicos para Bloemfontein | Dados climatológicos para Bloemfontein | Dados climatológicos para Bloemfontein | Dados climatológicos para Bloemfontein | Dados climatológicos para Bloemfontein | Dados climatológicos para Bloemfontein | Dados climatológicos para Bloemfontein | Dados climatológicos para Bloemfontein | Dados climatológicos para Bloemfontein |
| Mês                                             | Jan                                    | Fev                                    | Mar                                    | Abr                                    | Mai                                    | Jun                                    | Jul                                    | Ago                                    | Set                                    | Out                                    | Nov                                    | Dez                                    | Ano                                    |
| ----------------------------------------------- | -------------------------------------- | -------------------------------------- | -------------------------------------- | -------------------------------------- | -------------------------------------- | -------------------------------------- | -------------------------------------- | -------------------------------------- | -------------------------------------- | -------------------------------------- | -------------------------------------- | -------------------------------------- | -------------------------------------- |
| Temperatura máxima recorde (°C)                 | 38                                     | 37                                     | 33                                     | 32                                     | 28                                     | 25                                     | 27                                     | 30                                     | 32                                     | 33                                     | 36                                     | 36                                     | 38                                     |
| Temperatura máxima média (°C)                   | 30                                     | 27                                     | 26                                     | 22                                     | 19                                     | 16                                     | 16                                     | 18                                     | 22                                     | 25                                     | 27                                     | 28                                     | 23                                     |
| Temperatura mínima média (°C)                   | 17                                     | 16                                     | 13                                     | 10                                     | 4                                      | 0                                      | 0                                      | 2                                      | 7                                      | 11                                     | 13                                     | 15                                     | 9                                      |
| Temperatura mínima recorde (°C)                 | 2                                      | 5                                      | 2                                      | −1                                     | −6                                     | −7                                     | −7                                     | −6                                     | −5                                     | 0                                      | −1                                     | 5                                      | −7                                     |
| Precipitação (mm)                               | 83,8                                   | 91,4                                   | 81,3                                   | 50,8                                   | 22,9                                   | 10,2                                   | 7,6                                    | 12,7                                   | 22,9                                   | 43,2                                   | 66                                     | 63,5                                   | 558,8                                  |
| Fonte: South African Weather Service 31/01/2010 |                                        |                                        |                                        |                                        |                                        |                                        |                                        |                                        |                                        |                                        |                                        |                                        |                                        |

## Demografia
Bloemfontein possui 256 185 habitantes (estimativa 2011), é a maior das três cidade do município local de Mangaung, com 52% de sua população. As outras duas cidades do município são Botshabelo e Thaba Nchu. A população em sua região metropolitana é de 747 431 pessoas.
As línguas mais faladas são: Sesotho (principal), tsuana, africâner, xhosa.

## Administração
Bloemfontein é a sede da administração municipal de Mangaung, que está localizada no Edifício Bram Fischer, esquina da  Nelson Mandela Drive com a Markgraaf street. Desde 2008, o prefeito executivo de Mangaung é Playfair Morule. A administração municipal está dividida em diferentes diretorias, que por sua vez encontram-se subdivididas em sub-diretorias. Existem atualmente 6 diretorias, chefiadas por diretores executivos que prestam contas ao administrador municipal, Sandile Msibi. As diretorias são:
- Gabinete do Administrador Municipal (Sandile Msibi)
- Comunidade e Desenvolvimento Social
- Serviços Corporativos
- Desenvolvimento Econômico e Planejamento
- Finanças
- Serviços de infra-estrutura

## Economia
Bloemfontein é responsável por 87% do PIB do município local de Mangaung. O PIB de Bloemfontein está distribuído da seguinte forma entre os setores da economia:
- Agricultura, silvicultura e pesca: 3,3%
- Mineração e extração: 0,3%
- Indústria: 7,6%
- Eletricidade, gás, água: 2,9%
- Construção: 3%
- Comércio, alimentação e hotelaria: 14,2%
- Transportes e comunicações: 13,8%
- Financeiro e imobiliário: 17,9%
- Serviços à Comunidade (inclusive governamentais): 37%

## Educação
Bloemfontein oferece muitas instituições de ensino, da pré-escola às universidades e faculdade. As aulas são  ministradas em diferentes escolas em diferentes línguas, algumas escolas possuem aulas em duas línguas. Estas línguas são principalmente africâner, inglesa ou Sesotho.

### Educação primária
- «Grey College Primary School»
- «Bloemfontein Primary School»
- «Laerskool Universitas (TJOKKIES)»
- «Willem Postma Primary School»
- Sentraal Primary School
- Rutanang Primary School
- «Brebner Primary School»
- «Fichardt Park Primary School»

### Educação secundária
- «Grey College Secondary School»
- «Eunice High School»
- «Bloemfontein High School»
- «CVO Skool Dankbaar»
- «Hoërskool Fichardtpark». em Fichhardtpark
- «Technical High School Louis Botha»
- «Hoërskool Jim Fouché»
- «Hoërskool Sand du Plessis»
- «St. Andrew's School»
- «St. Michael's School»
- «Sentraal High School»
- «C&N Sekondêre Meisieskool Oranje»
- «Brebner High School»
- Tsoseletso High School
- Kaelang Secondary School
- Heatherdale Secondary School

### Ensino superior
As maiores instituições de ensino superior em Bloemfontein são as Universidade do Estado Livre (University of the Free State) e a Universidade Central de Tecnologia (Central University of Technology).

## Religião
Bloemfontein possui uma população cristã grande e diversa. A cidade abriga diversas igrejas e denominações:
- É a Sede da Diocese Anglicana do Estado Livre;
- Igreja Batista Africâner (em Africâner: Afrikaanse Baptiste Kerk);
- Igreja Reformada Neerlandesa (em Africâner: Nederduitse Gereformeerde Kerk);
- A catedral do Sagrado Coração de Jesus em Bloemfontein é a sede do Arquidiocese Católica Romana de Bloemfontein;
- Sede sul-africana da Igreja Adventista do Sétimo Dia.

## Transportes

### Aeroporto
O Aeroporto de Bloemfontein (Bloemfontein International Airport) está localizado 10 km a leste da cidade. Serve aproximadamente 230 000 passageiros por ano, através de aproximadamente 8 000 operações de pousos e decolagens por ano, incluindo voos domésticos e internacionais.

### Estradas
Bloemfontein está localizada no centro de uma rede de estradas que liga Johannesburg, Cidade do Cabo, Port Elizabeth, East London e Durban. Esta rede é complementada por estradas bem conservadas que partem da cidade para outros centros em todo o país.

### Ferrovias
A estação de trem de Bloemfontein está localizada na esquina das ruas Maitland e Harvey. Existem trens diariamente para a Cidade do Cabo, Johannesburg, Pretória e East London e trens semanais para Durban.

## Locais de interesse

### Parques e jardins
- State President Swart Park: possui diversas opções para a prática de atividades esportivas como estádio de rugby (também utilizado para futebol), estádio de críquete, pista de atletismo e quadras de tênis.
- King's Park: Bloemfontein é carinhosamente conhecida como a "cidade das rosas", mais de 4 mil roseiras foram plantadas neste parque, inaugurado em 1925 pelo príncipe de Gales, Eduardo VIII.[15]
- Monte Naval & Reserva Natural Franklin (Naval Hill & Franklin Nature Reserve): Localizado no centro da Cidade, o Monte Naval oferece belas vistas panorâmicas. Nas planícies da Reserva Natural Franklin são encontrados girafas, gazelas, avestruzes, búfalos que vagueiam livremente. O Observatório Lamont Hussey (Lamont Hussey Observatory), dentro da reserva, foi convertido em um teatro.[16]
- «O Jardim Botânico». (The Botanical Garden): Este jardim, na periferia de Bloemfontein, apresenta belos jardins e vegetação. O jardim possui também um Centro para Visitantes, um Centro de Educação Ambiental e restaurante.
- A Casa Orquídea (The Orchid House): A Casa da Orquídea no Hamilton Park, ao pé do Monte Naval, possui a maior coleção de orquídeas da África do Sul.[17]

### Compras e entretenimento

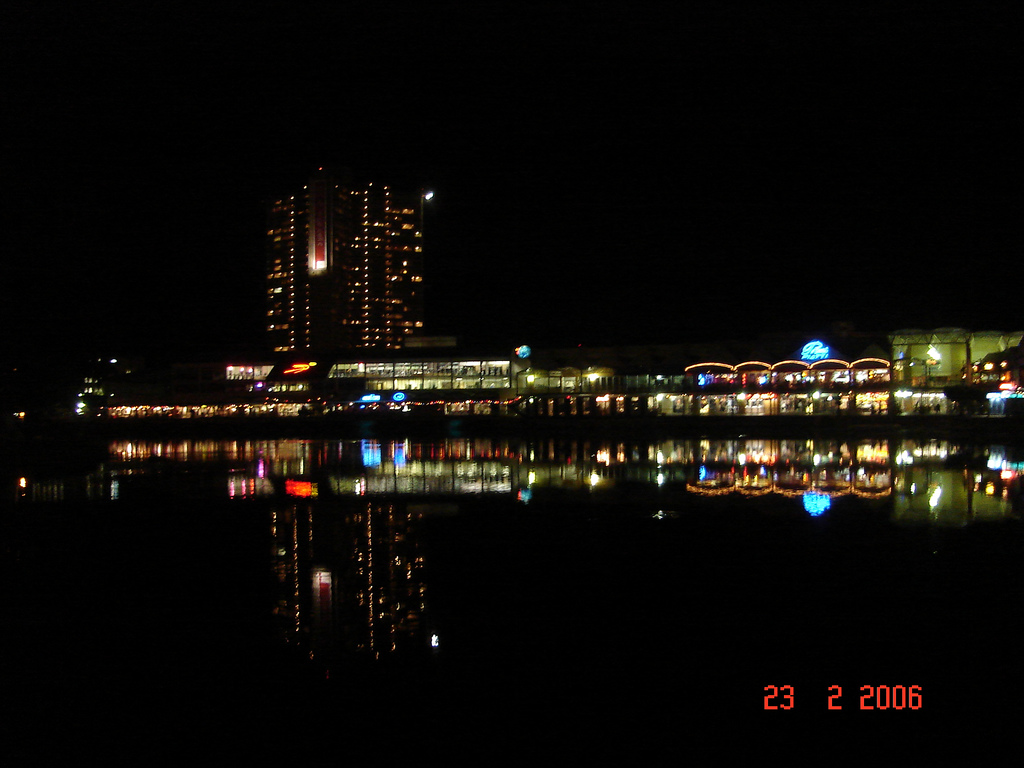
Loch Logan Waterfront à noite.

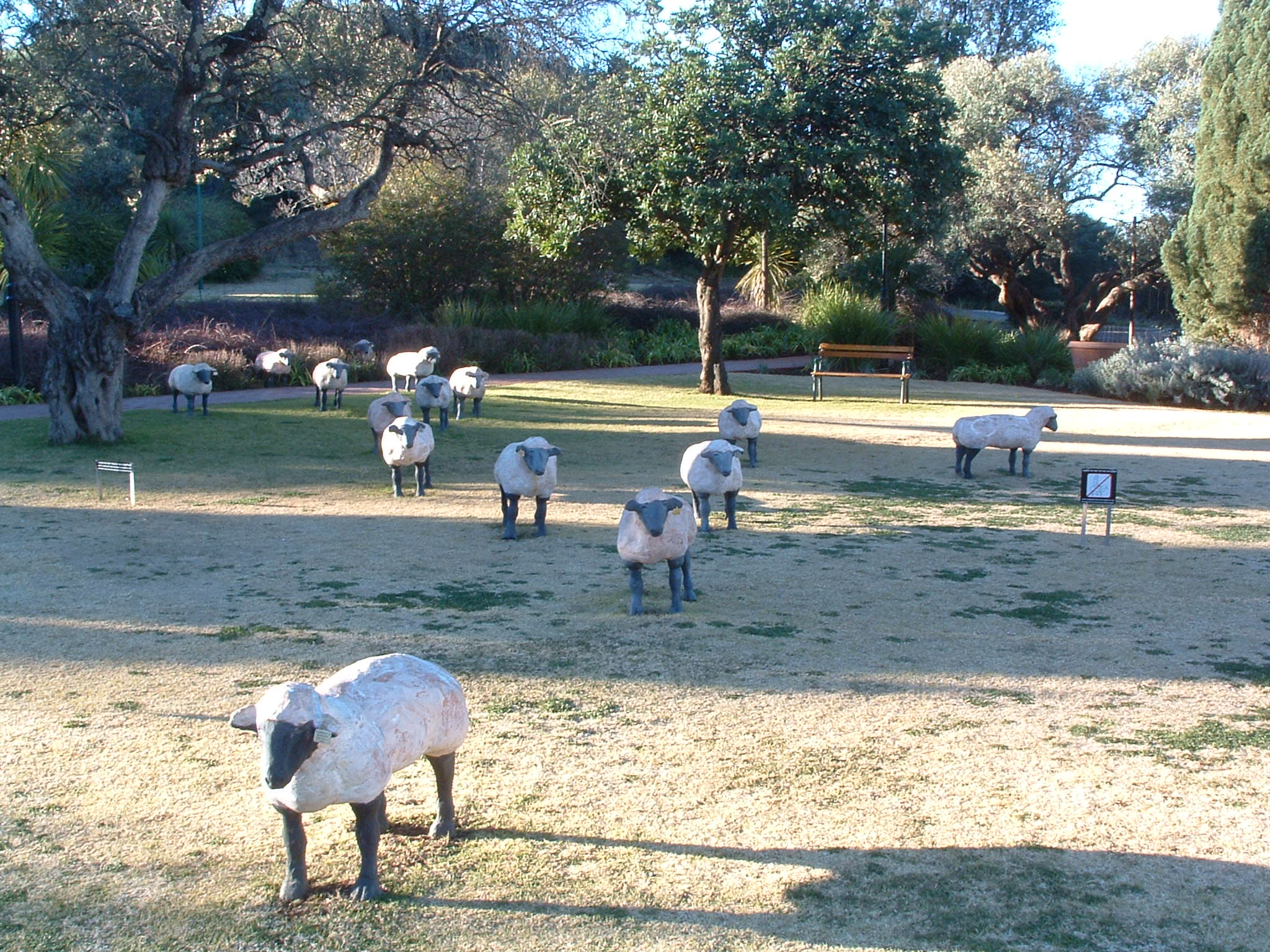
Esculturas no jardim da Galeria de Arte Oliewenhuis.

- «Loch Logan Waterfront». : Loch Logan Waterfront é o maior shopping center do centro da África do Sul, o shopping e áreas adjacentes é o centro de compras, lazer, esporte e cultura de Bloemfontein. Inclui os estádios de rugby, críquete e atletismo. O cenário tranquilo incorpora a beleza natural dos arredores com um toque comercial.[16] ref stripmarker character in |outros= at position 325 (ajuda)
- Cassino do Moinho & Centro de Entretenimento: (Windmill Casino & Entertainment Centre): Cassino, restaurantes, bares, praça de alimentação, hotel, jogos eletrônicos, boliche, bilhar.[18]
- Galeria de Arte Oliewenhuis (Oliewenhuis Art Gallery): Em uma mansão de estilo holandês do Cabo, onde os presidentes se hospedavam nas suas visitas à cidade, está a Galeria de Arte Oliewenhuis. O Oliewenhuis se dedica exclusivamente à arte sul-africana, abrangendo desde os antigos mestres até as pinturas e esculturas contemporâneas. É um ótimo lugar para se fazer um piquenique nos gramados, também possui jardim para chá e restaurante.[16][19]
- Zoológico (The Zoo): Foi fundado em 1906.[20]

### Monumentos e construções históricas
- O Cavalo Branco (The White Horse): o cavalo branco está situado no lado leste do Monte Naval, foi construído de pedras e pintado de branco por tropas britânicas estacionadas na região durante a Guerra Anglo-Boer, talvez como um indicador de direção para as tropas conduzindo os cavalos para um campo de troca de montaria que foi estabelecido no local depois que Lord Roberts capturou Bloemfontein em 15 de março de 1900. O cavalo foi provavelmente criado por homens do regimento Wiltshire do 2° Batalhão do Duque de Edimburgo regimento Wiltshire.[21]
- Primeiro Raadsaal (First Raadsaal): Esta humilde construção de telhado de palha com chão de esterco foi erguida em 1849. Desde então, serviu de igreja, sala de conferências, Casa do Parlamento e escola para os habitantes de Bloemfontein e do Estado Livre. Documentos relativos à origem de Bloemfontein podem ser vistos no museu. O Museu do Vagão (Wagon Museum) se localiza atrás do primeiro Raadsaal.[22]
- Antiga Presidência (Old Presidency): Este edifício do século XIX foi anteriormente a residência oficial dos presidentes da antiga República do Estado Livre de Orange.[22]
- O Monumento Nacional das Mulheres (The National Women's Monument): Um monumento de arenito, um exemplo da arte esculpida sul-africana criado por Anton von Wouw. Este obelisco foi construído em memória das mulheres e crianças que pereceram durante a Segunda Guerra dos Bôeres.[16]
- Quarto Raadsaal (Fourth Raadsaal): Em frente ao Tribunal de Apelação está o Quarto Raadsaal, uma das construções mais bonita da cidade. A pedra fundamental foi colocada pelo presidente F. W. Reitz em 1890 e a constrção foi concluída em 1893. É um edifício de estilo renascentista em tijolo vermelho, com uma cúpula proeminente e um pórtico de colunas jônicas. A última sessão do parlamento da antiga república boer do Estado Livre de Orange foi realizada aqui antes da ocupação de Bloemfontein pelas forças britânicas, em março de 1900. É a sede do Conselho Provincial da província do Estado Livre. Em frente a construção está um monumento (de Coert Steynberg) a Christiaan de Wet, um general durante a Guerra dos Boers.[23]
- A Prefeitura (City Hall), o Tribunal de Apelação (Appeal Court) e o Supremo Tribunal de Justiça (Supreme Court): São outros edifícios históricos de interesse.[16]

### Museus
- «Museu Nacional de Bloemfontein». (Bloemfontein National Museum): O Museu Nacional tem uma grande coleção de fósseis e materiais arqueológicos, incluindo a famosa caveria Florisbad e um dos maiores dinossauros conhecido. A seção etnológica tem exposições interessantes sobre a vida dos bosquímanos, há também exposições sobre a história do Estado Livre.[24] ref stripmarker character in |outros= at position 351 (ajuda)
- Museu Militar do Forte da Rainha (Queen’s Fort Military Museum): O Forte da Rainha, em homenagem a Rainha Vitória, se tornou conhecido no folclore local como o Forte Velho (Old Fort) e mais tarde como Forte Bloemfontein. A construção foi concluída em 1849, era utilizado tanto como quartel militar como para a Real Artilharia (Royal Artillery). Foi usado a partir de 1913 para o tratamento de doentes mentais com grave inclinações criminosas. O Forte agora abriga o Museu Militar do Forte da Rainha, representando todos os conflitos armados ao redor do mundo onde estados livres estavam envolvidos. As exposições no exterior incluem vários veículos blindados, diversos canhões, impalas e caças Mirage. Algumas das exposições incluem as duas guerras mundiais, bem como a luta.[25]
- Museu Casa Freshford (Freshford House Museum): O charme do velho mundo oferece aos visitantes um noção do estilo de vida da década de 1890.[16]
- Museu Americano de Choet Visser (The Rugby Museum of Choet Visser): Museu e coleção de carros antigos e clássicos, motocicletas e memorabilia de automóveis de Waldie Gryvenstein.[16]
- Museu de Armamento (Armour Museum): Localizado na Escola de Armamento (School of Armour), o museu exibe tanques e armamentos, bem como um hospital militar original.[26]

### Templos religiosos
- Igreja de Torre Dupla (Twin Spired Church): Este edifício é a única Igreja Reformada Holandesa de torre dupla do sul da África. O prédio foi concluído em 1880 no local de uma igreja muito menor onde o famoso reverendo Andrew Murray tinha sido um ministro. Neste local, os três últimos presidentes da antiga República do Estado Livre de Orange fizeram juramento de posse.[22]

## Nativos famosos
- J. R. R. Tolkien, escritor - autor da série O Senhor dos Anéis - e professor universitário, nascido em 3 de Janeiro de 1892;
- Ryk Neethling, nadador campeão olímpico no revezamento 4 x 100 metros livre em Atenas 2004, nascido em 17 de novembro de 1977;
- Shaun Morgan, da banda Saron Gás (Seether), nascido em 21 de dezembro de 1978;
- Willem Jackson, antigo jogador da Seleção Sul-Africana de Futebol, nascido em 26 de março de 1972

## Subdivisões

### Subúrbios
Os subúrbios de Bloemfontein incluem Brandwag, Ehrlichpark, Fauna, Fichardtpark, Fleurdal, Gardeniapark, Generaal De Wet, Hospitaalpark, Kiepersol, Langenhovenpark, Lourierpark, Park West, Pellissier, Uitsig, Universitas, Westdene, Wifgehof e Willows a Sul da cidade. Para Norte, encontram-se Arboretum, Bays Valley, Bayswater, Dan Pienaar, Helicon Hights, Heuwelsig, Hillsboro, Hillside, Hilton, Naval Hill, Navalsig, Noordhoek, Pentagon Park e Waverley.
O subúrbio da cidade concentra uma variedade de opções de entretenimento. Tem se desenvolvido bastante ao longo dos anos e principalmente em relação à infra-estrutura e desporto, tendo em vista que a cidade é uma das sedes sul-africanas da Copa do Mundo de 2010. Pequenos teatros tradicionais, cinema, bares com karaoke, danceterias, pistas de boliche e uma abundância de opções de compras proporcionam lazer para os moradores. O número de galerias de arte exibindo a arte e cultura dos nativos tem subido rapidamente nos últimos anos. A influência da arte é notável entre a cultura e a arte local.

## Desporto

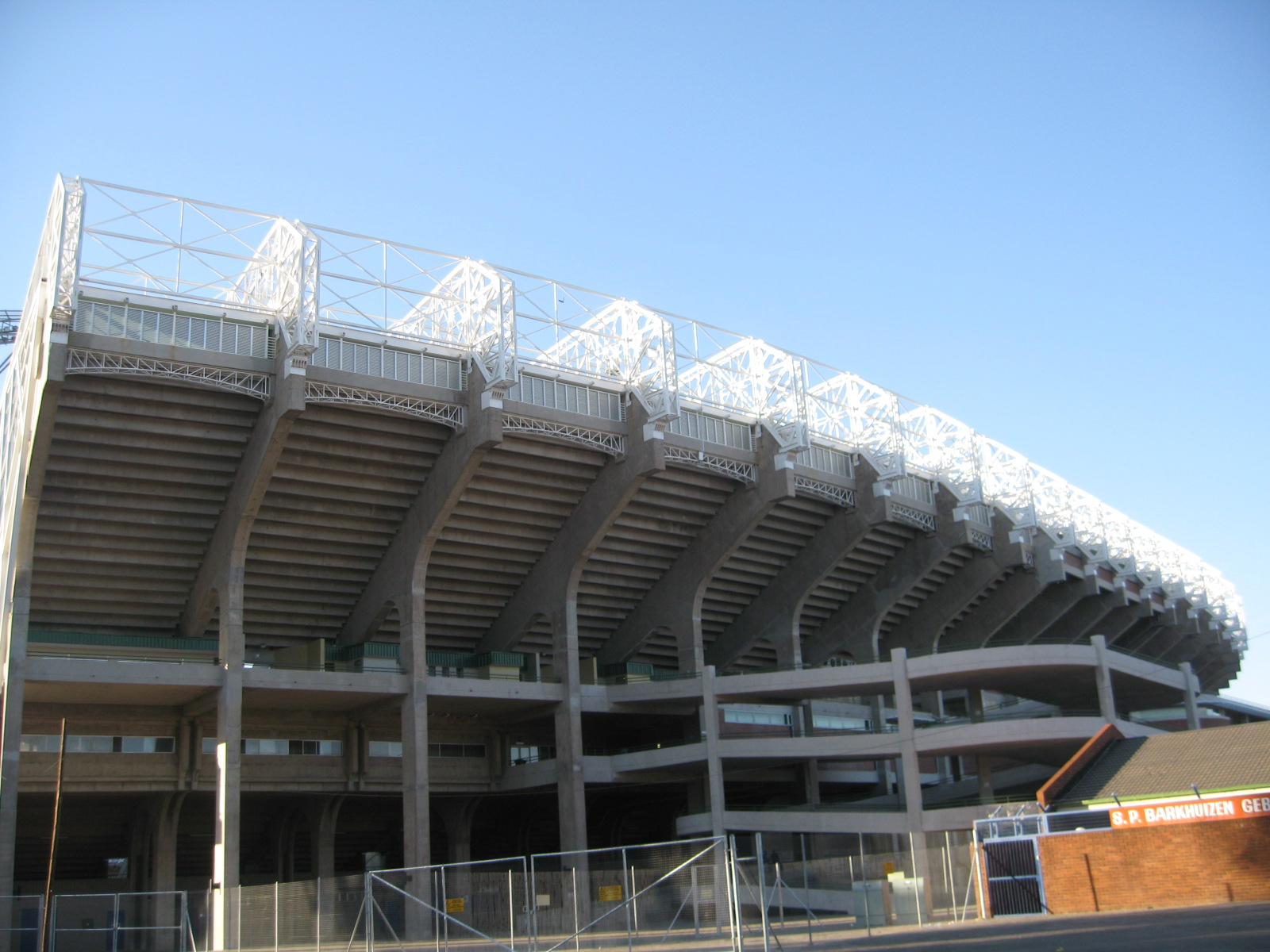
O Free State Stadium, sede da Copa do Mundo de futebol de 2010.

Algumas das partidas da Copa do Mundo de Futebol de 2010 tiveram lugar no Free State Stadium (também conhecido como Vodacom Park) de Bloemfontein. A cidade possui também uma excelente pista de motocross, gerida pelo Clube Off Road de Bloemfontein.

### Futebol
O Bloemfontein Celtic é o principal time de futebol da cidade e disputa a Premier Soccer League (PSL), a principal liga de futebol da África do Sul. Seus jogos como mandante são disputados no Free State Stadium.

### Rugby
Bloemfontein possui duas equipes de rugby, o Central Cheetahs, fundado em 2005, que disputa o Super 14, campeonato disputado por 14 equipes da Austrália, Nova Zelândia e África do Sul; e o Free State Cheetahs, fundado em 1895, que disputa a Currie Cup, campeonato sul-africano da primeira divisão (Premier Division). Ambos os times mandam seus jogos no Free State Stadium.